# Brunn im Gries
Brunn im Gries ist ein Ort im Innviertel in Oberösterreich, und Ortschaft und Katastralgemeinde der Gemeinde Schwand im Innkreis im Bezirk Braunau am Inn. Einige zerstreute Häuser des Orts heißen Griesbach, und gehören zu Neukirchen an der Enknach.

## Geographie
Das Rotte liegt etwa 4 Kilometer südwestlich von Ranshofen, am Südrand des westlichen Lachforstes, an der L1001 Gilgenberger Straße Blankenbach (bei Ranshofen) – Schwand im Innkreis. Der Ort liegt am Nordwestrand der Neukirchner Platte. Die Ansiedlung umfasst knapp 10 Gebäude, von denen die Hälfte die Rotte auf 380 m am Griesbach, einem kleinen Bach zum Inn bei Unterrothenbuch, bilden, mit insgesamt 38 Einwohnern. Davon liegen im Lachforst einige Häuser im Gemeindegebiet von Neukirchen, sie werden im Ortsverzeichnis ebenfalls als eine Ortschaft Brunn im Gries, im Adressverzeichnis als Griesbach geführt. Sie bilden die Ausstülpung des Neukirchner Gebiets nach Westen, noch über die L1024 Brunnthaler Straße (Straße Reith), sodass Neukirchen dort an Überackern im Westen grenzt, nicht aber Schwand an das Gemeindegebiet Braunau im Norden.
Nachbarorte
| Unterrothenbuch (Gem. Braunau a.I.) | Roith (Gem. Braunau a.I.)                   |                                       |
| Gries (Gem. Schwand i.I.)           | Kompassrose, die auf Nachbargemeinden zeigt | Königsaich (Gem. Neukirchen a. d. E.) |
| Paschen (Gem. Schwand i.I.)         |                                             | Wiesmaiern (Gem. Neukirchen a. d. E.) |